# 侍 (スパイクのゲーム)
『侍』（さむらい、SAMURAI、海外版タイトル〈英〉： Way of the Samurai ）は2002年2月7日にスパイク（現・スパイク・チュンソフト）よりPlayStation 2用として発売されたアクワイア制作のゲームソフト。2003年1月16日には、内容を追加・拡張したバグ修正版の『侍〜完全版〜』（廉価版）が発売され、2008年9月18日には、タイトルを変えアドホック対戦モードや刀の追加収録をしたPlayStation Portable専用ソフト『侍道ポータブル』（さむらいどうポータブル、英： Way of the Samurai Portable ）が発売された。ディレクターは中西晃史。音楽は『天誅』シリーズの朝倉紀行。本作は反響を得て、のちにシリーズ化された。

## ゲーム内容
明治時代の侍を題材としたアクションゲームで、最後の侍たちの織り成す武士道の世界が描かれている。
本作は反乱を起こした士族がことごとく敗れ去った最後の年（西南戦争の年）である明治10年（1877年）、某街道の寂れた宿場町「六骨峠（ろっこつとうげ）」を舞台とする。そこでは峠を支配する武家の「黒生家（くろふけ）」と、明治政府に不満を抱く不平士族集団の「赤玉党（あかだまとう）」が、黒生家によって建設され運営に失敗した新型製鉄高炉「アラヤシキ」を巡って抗争を続けている。そして立ち退きを迫られる宿場町の人々は両者の思惑に翻弄される。このまっただなかに一振りの刀を下げて迷い込んだ主人公の「侍」が、峠の入口にある橋のたもとに現れるところからゲームは始まる。プレイヤーはこの主人公を操作して峠を自由に行動でき、そこで出会う登場人物たちに味方するも敵対するも、あるいは不干渉をつらぬくもすべてプレイヤーの判断に委ねられる。
主人公が六骨峠に滞在するのは2日間で、イベントに接することで時間が経過する。2日目には黒生家、赤玉党、宿場町のいずれかに加勢することになり、最終的に六骨峠の制圧をもくろむ明治政府の軍勢との戦いを経て、これまでのゲームの進めかたによって全部で6種類あるエンディングを迎える。プレイ終了後にはそれまでの行動が侍らしかったかどうか評価が下され、それにより獲得したポイントの累計に応じてゲーム内のさまざまな要素が解放される。
スピンオフである『侍道外伝 KATANAKAMI』のディレクターを務めたアクワイアの斎藤哲志は、本作の作風について、『ラスト サムライ』と『用心棒』を合わせたような内容だと2020年の電撃オンラインとのインタビューの中で話している。

### 戦闘・刀
ゲーム中では登場人物に敵対的な行動をとった場合などに、戦闘になることがある。戦闘は相手がどれだけ多数であろうと一対一での斬り合いを繰り返すというもので、一斉に襲いかかられることはない。
戦闘時の主要武器となるのが刀で、敵を倒すと、相手が所持していた刀を拾って自分のものにできる。刀は「上段」「中段」「下段」「脇」「片手」「忍者」という6種類の構えに分類されている。また、それぞれの刀には固有の技があり、攻撃を当てることで得られる経験値をためたり、特定の行動をとったりすることで新たな技を編みだすことが可能。
刀には体力・攻撃力・防御力の補正値が設けられているほか、硬度という値が存在し、攻撃を防御されたり、相手の攻撃を防御しつづけたりすることで疲労度が上がり、それで硬度メーターがいっぱいになると硬度がひとつ減り、ゼロになれば刀が折れて使いものにならなくなる。補正値や硬度は六骨峠に存在する「鍛冶屋」で鍛えられ、入手した刀を「刀蔵」に送ることもできる。エンディング時に所持していた刀や刀蔵に送った刀は次回以降のプレイ時に装備して開始できる。
刀による攻撃は大技と小技があり、ボタンによって使い分ける。小技を防御する、または相手に防御されると「押す」か「引く」か「そのまま」かの動作が選択できる。この3動作はじゃんけんのような三すくみの関係にあり、この駆け引きに勝利すると「崩し」が成功して隙を生じさせ、大技を叩き込むチャンスが得られる。また、相手の攻撃に合わせてタイミングよくボタンを押すと「あわせ」が成功し、攻撃を無効化できる。あわせを行うとさらに一定の確率で「見切り」が生じ、以降その刀で同じ技を受けると自動的にあわせが行われるようになる。
打撃技も存在し、刀に比べればダメージは少ないが、技の出が早く、相手の防御を崩すことができる。ほか、周囲にある物を投げつけてもダメージを与えられる。
ダメージを受けると主人公の体力が減り、ゼロになると「死」の文字が表示されてゲームオーバーとなる。この場合、装備中の刀が失われた状態で自動的にセーブされることになり、二度と取り戻せなくなる。減った体力は畑に生えている「大根」や、落ちている「ひよこういろう」、「あじの塩焼き」といったアイテムを取ると回復する。道端に生えている「きのこ」でも回復できるが、同じ外見の「毒きのこ」も混じっており、これを取ると体力が減る。主要キャラクターと戦闘になった際は、体力が減って不利になると「あやまる」という選択肢を選べる場合があり、状況によってはそれでゲームオーバーを回避することもできる。

### 対戦モード
エンディングを迎えると得られるポイントが一定に達すると、ゲーム中のキャラクターを操作して戦わせることのできる「対戦モード」が解放される。対コンピュータ (CPU) 戦かプレイヤーどうしの対戦かを選択でき、使用可能なキャラクターはポイントが貯まるごとに追加され、主要キャラクターから雑魚キャラクター、果ては本編中では戦えない宿場の人々も含めた全部で24人のキャラクターを操作できる。対戦マップもポイント加算により追加され、最終的に6つのなかから選択できる。

### 裏技・バグ
意図的な裏技も用意されており、ゲームを有利に進められるものや、隠し要素を無条件で解放できるものなどがある。なお、物語が途中で進められなくなるような明らかなバグも複数存在する。のちに発売された『侍〜完全版〜』ではバグが修正され、海外版の内容も追加・拡張されている。

## 開発
諸事情で『天誅』シリーズを作ることができなくなった際、アクワイアはスパイクの櫻井光俊の依頼で忍者ゲームの新作の制作を開始した。
その際、同シリーズとの区別化をする必要が出てきたため、和風なら忍者だけではないだろうという考えから、侍を主人公にすることが決まり、独自性を模索するうちに、本作が出来上がった。

## 侍道ポータブル
2008年9月18日に発売された『侍』の移植版。
アドホック対戦モードによってユーザー同士で好きなキャラクターを使って通信対戦が可能となった。またPlayStation 3専用ソフト『侍道3』の発売に先駆けて特別映像が追加収録され、同作品の主人公が追加されている。刀は20本以上追加され全60本と大幅に増加し、他イベントも増量され新たにオープニングが作り直されている。特典として旧オープニングも収録されている。

## 携帯電話アプリ
2008年2月21日にNTTドコモ・iアプリおよびvodafone・Vアプリ向けとして『侍道 契』が配信された。

## 登場人物
本作に登場するキャラクターには声優が当てられているが、フルボイスではなく、掛け声やうめき声、悲鳴などが出るのみである。以下のキャラクターのなかには続編や、アクワイア制作の別ゲームに登場するものもいる。
主人公
声：青木誠（若年）、加瀬康之（青年）、奥田啓人（中年）、伊藤亜矢子（女子）
名前はプレイヤーが自由につけられ、顔、服装が複数用意されており、それらを組み合わせて主人公の外見をある程度自由に設定できる。ゲーム開始時にはそれぞれ3種類ずつ使用可能である。「女子」は後述する「先生」の外見で、服装の変更はできない。初期装備は中段構えの「中庸刀（ちゅうようとう）」。
条件を満たせば、漫画『無限の住人』の主人公である「万次」がプレイヤーキャラクターとして使用可能となり、初期装備も片手構えの「妹守辰政（いものかみたつまさ）」となる。これは漫画の作者沙村広明が、同じアクワイア制作の『天誅 忍凱旋』のパッケージデザインを務めた縁による。

### 宿場
すず
声：小暮英麻
本作のメインヒロインで、めし屋「甘栗」の看板娘。17歳。戊辰戦争にて両親を失い、栗吉に拾われる。今に至るまでさまざまな逆境に遭うが、それでもめげずに生きている。
栗吉（くりきち）
声：上田陽司
甘栗の店主。83歳。親を失ったすずを引き取り、以後ふたりで生活してきた。高齢のため頭は衰えている。
ドナルド・ドナテロウズ
声：小野大輔
高炉建設作業員として来日後、武士道に傾倒し日本に永住するようになったイギリス出身の黒人男性。23歳。愛称はドナドナ。アフロヘアーがトレードマーク。六骨峠の入口にある橋の下に小屋を建てて住んでおり、すずに思いを寄せている。愛刀は中段構えの「活火山（かっかざん）」。
堂島 軍二（どうじま ぐんじ）
声：伊丸岡篤
鍛冶屋を営む無骨な男。35歳。幕末には「鬼軍二」の名で知られた人斬りであったが、今は非道な仕打ちを受ける宿場の人々に心を痛めている。料金を払わない客には容赦なく襲いかかる。武器は鍛冶に使用する上段構えの槌「竹富士（たけふじ）」。

### 黒生家
黒生 鉄心（くろふ てっしん）
声：秋元羊介
黒生家の当主。51歳。立派なひげを蓄えた筋骨たくましい偉丈夫。剣の腕前は相当のものであり、認めた相手には称賛を惜しまない器量をもつ。愛刀は10貫の重量があるという上段構えの「大黒生（おおくろなま）」。
黒生 邑咲（くろふ むらさき）
声：幸田夏穂
鉄心の後妻。34歳。かつての土佐の名家「座備家」の出身で、先夫との死別後、黒生家へと嫁いだ。黒生家が所有する高炉の売却計画を推し進め、あと一歩というところまでこぎ着けた。経営手腕を賞賛される一方で、不貞を働いているという噂も流れている。愛刀は中段構えの「愛染（あいせん）」。
知床 総一郎（しれとこ そういちろう）
声：関口英司
黒生家に参謀として仕える儒家の武士。44歳。剣の腕も立つ。細い目に七三分けが特徴。愛刀は脇構えの「十戒丸（じゅっかいまる）」。
坪内 八郎（つぼうち はちろう）
声：小上裕通
黒生家の侍頭。24歳。愛称は「坪八（つぼはち）」。孤児から喧嘩で成り上がり、戊辰戦争で鉄心と知り合い家臣となった。気が短く、手下を引き連れて行動することが多い。甘栗のすずに好意を持っている。愛刀は下段構えの「一発丸（いっぱつまる）」。
黒生 金太郎（くろふ きんたろう）
声：永迫舞
邑咲の子で、黒生家待望の跡取り。まだ11か月の赤ん坊である。
出会える機会は少ないが、登場するときは武器として敵に投げつけることができる。
黒生家家臣
通称「黒ザコ」。見た目に4種類のバリエーションがあり、強さと足の速さに多少の違いがある。情報を売りつけて金を要求する者や、金を無心してくる者もいる。抜刀すると逃げていくことが多い。

### 赤玉党
吉兆（きっちょう）
声：柴田総一郎
赤玉党の党首。24歳。鉄心と先々妻のあいだの息子だが、出生時、首にへその緒が巻き付いていたことで、習わしにより跡取りにはなれず僧となる教育を受け、14歳のころに勘当同然となり、ヨーロッパで反政府思想に触れて帰国する。愛刀は片手構えの「神風（かみかぜ）」。
チェルシー
声：沢城みゆき
赤玉党幹部で、吉兆の恋人。20歳。イギリス生まれで、吉兆のために家族を捨てて日本にやってきた。愛刀は紫の飾りがついた片手構えのレイピア「微熱（びねつ）」。
刈部 星雲（かりぶ せいうん）
声：白川周作
赤玉党幹部。26歳。人を斬ることを「狩り」と考える危険人物だが、自分の負けは潔く認める武人肌でもある。愛刀は上段構えの「鮫肌刀（さめはだとう）」。
日向 隼人（ひゅうが はやと）
声：津川悟
赤玉党の参謀。28歳。その正体は明治政府の手先で、赤玉党に潜りこんで黒生家と争わせ、両者の弱体化を画策する。赤玉党潜入時の愛刀は中段構えの「二代菊正（にだいきくまさ）」、政府軍として戦う際の愛刀は忍者構えの「残月（ざんげつ）」。
赤玉党党員
通称「赤ザコ」。見た目のバリエーションは2種類存在する。情報を売りつけてくる者もいる。黒生家と違い、抜刀すると攻撃を仕掛けてくる。

### 明治政府
玉川 上水（たまがわ じょうすい）
声：江川大輔
明治政府工部省の役人。39歳。黒生家からの高炉買収を担当するが、その裏では軍を指揮し、高炉を含む六骨峠を武力で制圧しようとする。すべてのルートにおいて最後に相対することになる敵キャラクター。愛刀は金色の装飾が施された脇構えのサーベル「ニイタカヤマ」。
井ノ頭 茂吉（いのがしら もきち）
声：加藤将之
賄賂によってさまざまな悪行を見逃している汚職警官。35歳。「死刑」が口癖。戦闘では拳銃を使用する。『完全版』においては、政府役人に利用されて殺されるシーンが追加されている。
保世 大佐エ門（ほせ だいざえもん）
声：吉野貴宏
井ノ頭の手下。通称ホセ。怪力だが頭は弱い。もとは高炉作業員で、食い逃げをした際に自分を逮捕した井ノ頭を慕うようになった。武器は下段構えの巨大な鉄の棒「十六門（じゅうろくもん）」。
役人
玉川の部下。見た目のバリエーションは2種類存在する。体が大きいほうは体力が高い。
隠密
政府特務忍軍の忍者。いっさいの感情を破棄した機械のような存在。

### その他
東横 苑仙（とうよこ えんせん）
声：丁田政二郎
京都の町道場出身で、家族の仇を討つ旅の果てに、峠に流れ着いた剣客。27歳。主人公にさまざまな助言を与える。愛刀は脇構えの「花鳥風月（かちょうふうげつ）」。
先生
チュートリアル「侍入門」に登場し、主人公に手ほどきをする女性。条件を満たせばプレイヤーキャラクターとして使用することも可能。

## 関連書籍
- 『侍 オフィシャルコンプリートガイド』ソフトバンクパブリッシング、2002年、ISBN 978-4797319606。
- 『侍 公式攻略×ファンブック 六骨峠は大フィーバー!!』ソフトバンクパブリッシング、2002年、ISBN 978-4797320428。
- 新清士『ゲーム開発最前線『侍』はこうして作られた〜アクワイア制作2課の660日戦争〜』新紀元社、2002年、ISBN 978-4775300435。

## 侍道シリーズ
2002年発売の『侍』（本項目で詳述）に続き、2003年に『侍道2』が発売され、以降「侍道（さむらいどう、WAY OF THE SAMURAI）」をタイトルに冠しシリーズ展開が行われている。

### ナンバリングタイトル
- 侍 - PlayStation 2用、2002年発売。
- 侍道2 - PlayStation 2用、2003年発売。
- 侍道3 - PlayStation 3用、2008年発売。
- 侍道4 - PlayStation 3用、2011年発売。

### 番外タイトル
- サムライウエスタン 活劇侍道 - PlayStation 2用、2005年発売。
- 侍道外伝 KATANAKAMI - PlayStation 4、Nintendo Switch、Steam用、2020年2月20日発売。